# Medal Reipublicae Memoriae Meritum
Medal „Reipublicae Memoriae Meritum” – polskie resortowe odznaczenie cywilne nadawane przez Prezesa IPN.

## Charakterystyka
Medal został ustanowiony 24 czerwca 2015 Zarządzeniem nr 26/15 Prezesa Instytutu Pamięci Narodowej – Komisji Ścigania Zbrodni przeciwko Narodowi Polskiemu Łukasza Kamińskiego w sprawie ustanowienia medalu „Reipublicae Memoriae Meritum”, a następnie zmienione Zarządzeniem nr 14/16 z dnia 17 marca 2016 r. oraz Zarządzeniem nr 61/17 z 17 listopada 2017 r. i po raz kolejny zmieniony Zarządzeniem nr 12/20 Prezesa Instytutu Pamięci Narodowej – Komisji Ścigania Zbrodni przeciwko Narodowi Polskiemu Jarosława Szarka z dnia 23 marca 2020 r. w sprawie ustanowienia medalu „Reipublicae Memoriae Meritum”. Medal jest od 2020 odznaczeniem trójstopniowym.
Medal może zostać nadany instytucjom, organizacjom i osobom fizycznym, zwanym dalej „kandydatami”, za wybitne zasługi w działalności publicznej i społecznej dla upamiętniania historii Narodu Polskiego w latach 1917–1990 oraz wspierania Instytutu Pamięci Narodowej – Komisji Ścigania Zbrodni przeciwko Narodowi Polskiemu, zwanego dalej „IPN”, w działalności edukacyjnej, naukowej i wydawniczej. Medal może zostać nadany za działalność w kraju lub za granicą w tym w szczególności w środowiskach diaspory polskiej. 
Przy podejmowaniu decyzji o nadaniu medalu bierze się pod uwagę w szczególności: 
1. wieloletnią pracę na rzecz zachowania pamięci o:
  - ogromie ofiar, strat i szkód poniesionych przez Naród Polski w latach II wojny światowej i po jej zakończeniu,
  - patriotycznych zmaganiach Narodu Polskiego z okupantami, nazizmem i komunizmem,
  - czynach obywateli dokonywanych na rzecz niepodległego bytu państwa polskiego i w obronie wolności oraz godności ludzkiej;
2. zaangażowanie w inicjatywy społeczne mające na celu trwałe upamiętnianie wydarzeń z historii Narodu Polskiego w latach 1917–1990 oraz wybitnych obywateli zasłużonych w walce o niepodległość państwa polskiego;
3. wspieranie IPN w działalności naukowej, edukacyjnej, wystawienniczej i wydawniczej dotyczącej szczególnie ważnych wydarzeń z historii najnowszej;
4. społeczną opiekę nad grobami i cmentarzami wojennymi w kraju i poza granicami.

Medal nadaje Prezes IPN z własnej inicjatywy lub na wniosek. Z wnioskiem o nadanie medalu mogą zwracać się: Dyrektor Głównej Komisji Ścigania Zbrodni przeciwko Narodowi Polskiemu, Dyrektor Archiwum IPN, Dyrektor Biura Upamiętnia Walk i Męczeństwa, Dyrektor Biura Poszukiwań i Identyfikacji, Dyrektor Biura Edukacji Narodowej, Dyrektor Biura Badań Historycznych, Dyrektor Biura Lustracyjnego, Dyrektor Generalny IPN oraz dyrektorzy oddziałów IPN. Z wnioskiem o nadanie medalu osobie niebędącej obywatelem polskim mogą zwracać się także pełnomocni przedstawicieli Rzeczypospolitej Polskiej w innych państwach i przy organizacjach międzynarodowych. Z inicjatywą nadania medalu mogą wystąpić członkowie komitetów ochrony pamięci walk i męczeństwa, organów jednostek samorządu terytorialnego oraz organizacji społecznych i zawodowych. Dyrektorzy oddziałów IPN występują do Prezesa z wnioskiem o nadanie medalu z własnej inicjatywy lub z inicjatywy podmiotów, o których mowa w §7 ust. 4 Zarządzenia nr 12/20. Zgłoszenie inicjatywy nadania medalu nie zobowiązuje dyrektora oddziału IPN do przedstawienia Prezesowi IPN wniosku w tej sprawie. Dyrektorzy oddziałów IPN zawiadamiają zgłaszającego inicjatywę o odmowie przedstawienia Prezesowi IPN wniosku o nadanie medalu. Zawiadomienie nie wymaga uzasadnienia.
Medal może być nadany pośmiertnie. W przypadku śmierci kandydata przed wręczeniem medalu, medal wręcza się osobie najbliższej zmarłego. W przypadku nadania medalu pośmiertnie, stosuje się ceremoniał i tryb nadania medalu ustalany każdorazowo stosownie do okoliczności.
Nadanie medalu potwierdza się stosownym dokumentem. Osoby fizyczne otrzymują medal wraz z legitymacją, a instytucje lub organizacje otrzymują medal wraz z dyplomem.

## Wygląd
Oznakę medalu stanowi okrągły krążek z metalu, barwiony w zależności od stopnia. Na awersie medalu umieszczony jest wypukły wizerunek orła z Herbu Polski z lat 1919–1927. Na rewersie medalu znajduje się napis: „NARÓD, KTÓRY TRACI PAMIĘĆ, PRZESTAJE BYĆ NARODEM" (cytat z Józefa Piłsudskiego). U góry medalu przymocowane jest uszko i kółko do zawieszenia go na wstążce.
Projektantami oznaki medalu są architekt Rafał Raniowski i Krzysztof Męciński ze szczecińskiego Oddziału IPN.
Medal nosi się na wstążce na lewej piersi w kolejności po orderach i odznaczeniach państwowych.
Autorem poprzedniej (jednostopniowej) wersji medalu był Norbert Wójtowicz. W zaprojektowanej przez niego pierwszej wersji medalu z 2015 na rewersie znajdował się cytat ze Zbigniewa Herberta: „Naród, który traci pamięć, traci sumienie”.

## Odznaczeni
Pierwsza ceremonia dekoracji Medalem Reipublicae Memoriae Meritum odbyła się 6 października 2022 w Taszkencie podczas organizowanych przez Ambasadę RP w Taszkencie uroczystości upamiętniających 80 rocznicę formowania się armii gen. Władysława Andersa w Uzbekistanie. Pierwszymi wyróżnionymi zostali ambasadorzy Anna Maria Anders i Radosław Gruk. Dekoracji wyróżnionych dokonał Prezes IPN, Karol Nawrocki.